# Jørgen Chemnitz (Intendant)
Jørgen Hans Kristian Gustav Chemnitz (* 19. Dezember 1923 in Qassimiut; † April 2001) war ein grönländischer Intendant, Kommunalpolitiker (Atassut), Sportfunktionär, Lehrer und Übersetzer.

## Leben
Jørgen Chemnitz war der Sohn des Landesrats und Dolmetschers Jørgen Niels Peter Chemnitz (1890–1956) und der Frauenrechtlerin Vilhelmine Else Kathrine Dorthe Josefsen (1894–1978). Eine seiner Schwestern war die Frauenrechtlerin Guldborg Chemnitz (1919–2003) und zu seinen Brüdern gehörte der Politiker Lars Chemnitz (1925–2006). Asii Chemnitz Narup (* 1954) ist seine Nichte. Er selbst heiratete am 5. September 1953 die Frauenrechtlerin Gudrun Chemnitz (1928–2004), Tochter von Karl Johan Pavia Chemnitz (1884–1965) und Kristine Margrethe Rosa Julia Høegh (1897–1978). Ihr Vater war der Bruder von Jørgens Vater und ihre Mutter die Schwester von Aage Chemnitz (1927–2006) sowie von Jørgens angeheiratetem Onkel John Høegh (1890–1966), über den Jørgen der Cousin der Brüder Erling (1924–1993), Ingvar (1927–2007) und Oluf Høegh (1927–2018) war. Aus der Ehe zwischen Jørgen und Gudrun gingen die Kinder Lise (* 1954), Marie Kathrine (* 1955), Nina (* 1956), Karl (* 1957), Jørgen (* 1957), Ellen (* 1959), Poul (* 1961), Knud (* 1962), Kirsten (* 1964) und Per (* 1966) hervor.
Jørgen Chemnitz legte 1944 das Lehrerexamen in Nuuk ab und 1950 das in Haslev. Von 1950 bis 1951 war er als Lehrer in Gentofte tätig und wechselte dann nach Nuuk. Dort wurde er erst Vize-, dann erster Inspektor am Qorsussuaq, der Schule von Grønlands Seminarium. Von 1969 bis 1974 war er Intendant bei Kalaallit Nunaata Radioa, bevor er pensioniert wurde.
Von 1965 bis 1969, 1974 bis 1982 und 1988 bis 1989 war er Mitglied des Rats der Gemeinde Nuuk. Von 1953 bis 1965 war er der erste Vorsitzende von Grønlands Idrætsforbund und selbst als Fußballspieler und Skisportler für NÛK tätig und konnte die Grönländische Fußballmeisterschaft gewinnen. Er übersetzte das Buch Footprints in the Snow von David Howarth ins Grönländische (Tunume Sorssungneĸ), ebenso wie Ivars Sīlis' Nanoq und Mads Lidegaards Bücher über die Christianisierung der Inuit in Alaska und Grönland.
Er war Ritter des Dannebrogordens. Am 4. Februar 1991 erhielt er den Nersornaat in Silber.